# Plateforme RSE
La Plateforme RSE, plateforme nationale d'actions globales pour la responsabilité sociétale des entreprises, est une instance de concertation multi parties prenantes placée auprès du Premier ministre, dont le secrétariat est assuré par France Stratégie.

## Historique
La création d'une plateforme nationale d'actions globales pour la responsabilité sociétale des entreprises a été décidée lors de la Conférence environnementale du 16 septembre 2012, en écho à la demande adressée au Premier ministre Jean-Marc Ayrault en juillet 2012 par une quinzaine d'organisations représentant les entreprises, les salariés et la société civile. En avril 2013, le drame de l'effondrement du Rana Plaza, au Bangladesh, a attiré l'attention sur les questions sociales, économiques, juridiques et politiques posées par la RSE. La Plateforme RSE a été installée solennellement par Jean-Marc Ayrault le 17 juin 2013, comme commission permanente au sein de France Stratégie.
Le 17 novembre 2014, un colloque organisé par la Plateforme RSE au Conseil économique, social et environnemental (CESE), intitulé La RSE en actes, a été conclu par le Premier ministre Manuel Valls.
Le 24 mars 2017, à la faveur de la révision du décret de création du Commissariat général à la stratégie et la prospective (France Stratégie), le Premier ministre Bernard Cazeneuve a donné un support règlementaire à la Plateforme RSE, ainsi pérennisée.
Le 6 avril 2017, à la veille de l'élection présidentielle, la Plateforme RSE a présenté ses travaux lors d'un nouveau colloque organisé au CESE, intitulé RSE, place de l'entreprise dans la société : quels engagements de la France ?.

## Fonctionnement

### Composition
Les 50 organisations membres de la Plateforme RSE se répartissent en cinq pôles représentant les différentes catégories de parties prenantes de l'entreprise :
- Pôle des entreprises et du monde économique (MEDEF, CPME, U2P, Afep, Coop FR, FIR, ORSE, UIC, AFG, ANDRH, C3D, Pacte mondial de l'ONU - Réseau France, OREE, Réseau Alliances pour la RSE, France Chimie) ;
- Pôle des organisations syndicales de salariés (CFDT, CFE-CGC, CFTC, CGT, FO, UNSA) ;
- Pôle des organisations de la société civile (Amnesty, CCFD - Terre solidaire, FNE, Humanité & Biodiversité, Sherpa, ATD Quart-Monde, 4D, Forum Citoyens RSE, Léo Lagrange consommateurs, Les Petits Débrouillards, Ligue des droits de l'homme, Collectif éthique sur l'Etiquette, REFEDD, INDECOSA-CGT) ;
- Pôle des chercheurs (RIODD, ADERSE, CGE, CPU) et des développeurs de la RSE (FACE, Comité 21, Syntec-France et Obs'Ar) ;
- Pôle des institutions publiques (Assemblée nationale, Sénat, CESE, CNCDH, ministères concernés, etc.).

### Gouvernance
Toutes les décisions de la Plateforme RSE sont prises par consensus. Les réunions suivent la règle de Chatham House.
Les représentants titulaires des 50 organisations membres se réunissent régulièrement en assemblée plénière. Ils désignent chaque année les représentants de leurs pôles au bureau et participent aux groupes de travail thématiques constitués en fonction du programme de travail de la plateforme. Le bureau élit chaque année un-e président et des vice-président-e-s, issus de pôles différents. Le secrétariat permanent installé à France Stratégie, coordonné par Gilles Bon-Maury, assure la mise en œuvre des orientations décidées par l’assemblée plénière et le bureau.
Depuis mars 2022, le président de la Plateforme RSE est Pierre Victoria, membre au titre du Comité 21. Précédemment, Patrick Pierron (CFDT), Pierre-Yves Chanu (CGT), Hélène Valade (C3D), Sylvain Boucherand (Humanité & Biodiversité) puis Frédérique Lellouche (CFDT) ont été élus présidents de la Plateforme RSE.

## Principaux avis
La Plateforme RSE a adopté et publié de nombreuses recommandations sur les questions de compétitivité, de transparence, de maîtrise de la chaîne de valeur et d’achat public.
Elle a notamment adopté en septembre 2016 une contribution pour le Plan national d’actions prioritaires pour le développement de la RSE, dans la perspective de la transmission à la Commission européenne d’un plan national français et un avis sur le Plan national d’application des principes des Nations unies pour les droits de l’homme et les entreprises. Elle a également rendu en février 2017 un avis sur le projet de transposition de la directive 2014/95/UE, dite directive RSE. En juillet 2017, elle a adopté un avis sur les relations responsables entre donneurs d’ordre et fournisseurs. En février 2018, elle a publié une contribution au plan d'action pour la croissance et la transformation des entreprises.
En avril 2018, à la demande de Sophie Cluzel, secrétaire d'Etat chargée des personnes handicapées, elle a formulé quinze recommandations sur l'engagement des entreprises pour l'emploi des travailleurs handicapés,.
En juillet 2018, elle a publié onze recommandations dans un avis intitulé "Vers une responsabilité territoriale des entreprises",. En septembre 2018, elle a formulé des propositions sur le pilier environnemental de la RSE, dans un avis intitulé "RSE et environnement. Economie circulaire, gouvernance et responsabilité environnementale".
En octobre 2018, elle a remis à Brune Poirson, secrétaire d'État auprès du ministre de la Transition écologique et solidaire, quinze recommandations sur les objectifs de développement durable,.
En janvier 2019, elle a publié à la demande de la MILDECA quatorze propositions pour encourager les entreprises à s'engager dans des démarches volontaires visant à prévenir et à réduire les consommations à risque d'alcool, de tabac et de stupéfiants,.
En septembre 2019, elle a publié à la demande de Jean-Yves Le Drian, ministre de l'Europe et des Affaires étrangères, des propositions relatives à l'égalité professionnelle femmes / hommes à l'international.
En mars 2020, elle a remis à Emmanuelle Wargon, secrétaire d’État auprès de la ministre de la transition écologique et solidaire, un avis sur l'empreinte biodiversité des entreprises.
En mai 2020, dans le contexte de la crise de la Covid-19, la Plateforme RSE publie une position commune qui appelle à "passer de la parole aux actes".
En février 2021, à l'issue d'une expérimentation de labels RSE sectoriels et après la publication d'un rapport sur les labels RSE commandé par Bruno Le Maire à Coralie Dubost, la Plateforme RSE publie un bilan de l'expérimentation et des recommandations visant notamment à la reconnaissance, par la Plateforme RSE, des labels RSE.
En février 2022, en réponse à une saisine par les ministres Barbara Pompili et Elisabeth Borne et la secrétaire d’État Olivia Grégoire, la Plateforme RSE publie un avis sur l'affichage social sur les biens et services.
En mars 2022, la Plateforme RSE remet aux ministres Brigitte Bourguignon, Sophie Cluzel et Olivia Grégoire un avis relatif aux engagements des entreprises à l'égard de leurs salariés aidants.[réf. nécessaire]

## Reconnaissance des labels de commerce équitable
L'article 275 de la loi Climat et résilience du 22 août 2021 confie à la Plateforme RSE la mission de reconnaître les systèmes de garantie et les labels de commerce équitable, précédemment assurée par la Commission nationale du commerce équitable puis par la Commission de concertation du commerce.